# Delosperma zoeae
Delosperma zoeae är en isörtsväxtart som beskrevs av L. Bol.. Delosperma zoeae ingår i släktet Delosperma, och familjen isörtsväxter. Inga underarter finns listade i Catalogue of Life.